# Романів (Хмельницький район)
Рома́нів —  село в Україні, у Теофіпільській селищній громаді Хмельницького району Хмельницької області. Населення становить 193 особи. До 2020 орган місцевого самоврядування — Поляхівська сільська рада.

## Історія
7 (20) листопада 1917 року, відповідно до.Третього Універсалу Української Центральної Ради, увійшло до складу Української Народної Республіки.
12 червня 2020 року, відповідно до розпорядження Кабінету Міністрів України № 727-р «Про визначення адміністративних центрів та затвердження територій територіальних громад Хмельницької області», увійшло до складу Теофіпольської селищної громади.
19 липня 2020 року, в результаті адміністративно-територіальної реформи та ліквідації Теофіпольського району, село увійшло до складу Хмельницького району.

## Населення

### Мова
Розподіл населення за рідною мовою за даними перепису 2001 року:
| Мова       | Кількість | Відсоток |
| ---------- | --------- | -------- |
| українська | 185       | 95.86%   |
| російська  | 8         | 4.14%    |
| Усього     | 193       | 100%     |